# Scharmbecker Tuchmacherzunft
Die Scharmbecker Tuchmacherzunft war ein regionaler Bund von Handwerkern, der von 1583 bis 1903 im Flecken „Scharmbeck“ bestand, der heute ein Stadtteil von Osterholz-Scharmbeck im Landkreis Osterholz ist. Die Tuchmacherzunft machte Scharmbeck zu einer der frühen großen Tuchmachersiedlungen in der Landdrostei Stade (dem späteren Regierungsbezirk Stade).

## Anfänge

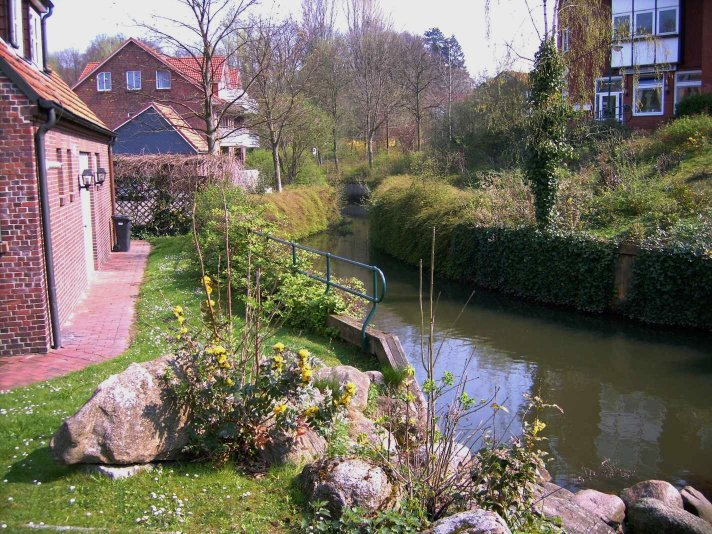
Scharmbecker Bach am Marktplatz in Scharmbeck

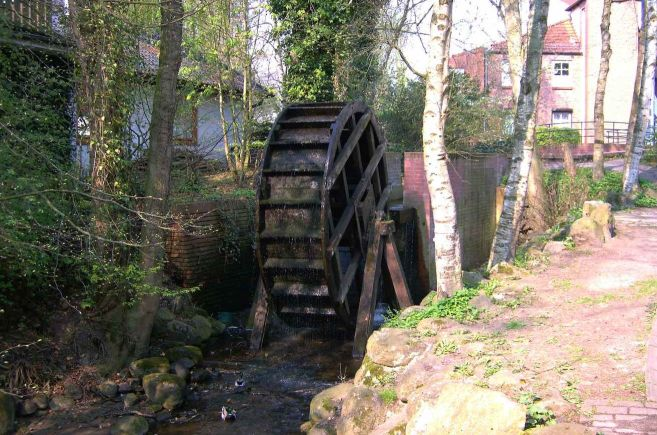
Wassermühle hinter der St.-Willehadi-Kirche

Nachweislich trugen schon die germanischen Chauken Wäsche aus Wolle. Im Sinne der allgemeinen Arbeitsteilung der Gesellschaft, die den Fortschritt begleitete bzw. ihn darstellt, wurde die Herstellung durch Spezialisten übernommen.
Auf diese Weise wurde Osterholz-Scharmbeck zu einer der ältesten Tuchmacherorte in Niedersachsen, denn vor allem die Lage am Scharmbecker Bach war hierfür günstig:
1. Genug Wasser zum Waschen der Wolle.
2. Wassermühlen liefern Energie.
3. Die Wolle kam von den zahlreichen Schafen der Lüneburger Heide, deren Anzahl im 16. Jahrhundert die 5000 Kopfzahl erreichte.

Das lockte natürlich auch anderweitige Konkurrenz an, und auch in Scharmbeck bildete sich 1581 eine Tuchmacherzunft als Marktzutrittsschranke, denn um in die Zunft als Meister aufgenommen zu werden, musste folgendes beigebracht werden:
1. Nachweis einer dreijährigen Lehre bei einem Tuchmachermeister.
2. Gute Zeugnisse
3. Nachweis der wirtschaftlichen Unabhängigkeit, d. h. Nichtleibeigenschaft.
4. Zahlung von 10 Talern an die Zunft und 10 an den ‘Vermieter’.

## Schwedische Besatzung und drohende Spaltung
Als Grundlage für Uniformen und Gebrauchstücher war die Tuchmacherei geradezu eine kriegswichtige "Industrie" und so wurden die Scharmbecker Tuchmacher während der Schwedenzeit Heerestuchlieferant. Dieser Vertrag sicherte ihre "Arbeitsplätze", aber nicht weil es keinen Bedarf an Tuch gab; die Nachfrage war ohnehin groß. Entscheidend war die dadurch sichergestellte Belieferung mit dem Rohstoff Wolle, denn durch den Dreißigjährigen Krieg hatte der Bestand an Wollschafen in der Lüneburger Heide stark abgenommen.
Als aber nun die Tuchmacher in Westerbeck mindere Qualität ablieferten, kam es zu Konflikten mit den Scharmbecker Tuchmachern. Die geringe Qualität der Westerbecker hatte schon dazu geführt, dass die Gesellen der Zunft in Hamburg, Lübeck und Bremen nicht mehr anerkannt wurden: nun drohte sogar die Unverkäuflichkeit der Zunft-Tuche und damit die Kündigung des Liefervertrag es mit dem schwedischen Heer. Die Scharmbecker Zunft ließ sich deshalb den Zunftbrief von 1581 durch die Schweden bestätigen, was diese am 24. Juni 1708 auch taten. 
1712 wollten die Westerbecker die dänische Besetzung nutzen und sich selbständig machen, allerdings bestätigte Hannover am 9. Mai 1713 erneut die Scharmbecker, und auch dieser Versuch der Westerbecker Tuchmacher scheiterte.

## Erste Krise und Staatsauftrag
Durch die Rückkehr unter deutsche Herrschaft und den Kriegen an anderen Orten, hatte sich die Gegend ‘entmilitarisiert’, die schwedischen Vertragspartner fielen schlagartig als Nachfrage der Tuche aus.
Unter schwedischer Herrschaft war die Tuchmacherzunft erheblich angewachsen; 1729 hatte sie etwa folgende ‘Produktionskapazität’ von 702 Personen der Gattung: 
- Meister mit eigenem Webstuhl 103
- Meister ohne eigenen Webstuhl 48
- Gesellen 96
- Spinner 455

Insgesamt waren weit mehr Personen in der Branche beschäftigt als in der Blütezeit in den Jahrzehnten zuvor, und zieht man in Betracht, dass die Einwohnerzahl vielleicht bei etwa 2000 lag, dann würde man heute von einer geradezu katastrophalen wirtschaftlichen Rezession sprechen. Die hiesigen Tuchmacher zogen über Land oder mussten ungefärbte Tücher zu Niedrigstpreisen nach Bremen liefern.	
Als einige Tuchmacher nicht einmal Geld genug verdienten, um Rohstoffe einzukaufen, musste ein neuer „Staatsvertrag“ her. Durch eine abgesprochene Vorgehensweise der Stände und der Verwaltung konnte die Regierung in Hannover davon überzeugt werden, einen solchen abzuschließen.	
Die Bedingungen waren hart und die Vergaben reglementiv, retteten allerdings die Mitglieder der Scharmbecker Tuchmacherzunft. Es kam sogar zu einem neuen Boom, da die gute Qualität eine erhöhte Nachfrage des Militärs auslöste. Da die Gewinnmöglichkeiten größer als in der Landwirtschaft waren, standen bald auch in den Wohnstuben der Bauern Webstühle. Die Anzahl stieg auf 270 Meister, die etwa 1000 Personen beschäftigten; sechs Walkmühlen waren für die Tuchmacher tätig und als eine Färberei in Betrieb ging, konnten in Scharmbeck Tücher für vier Regimenter gewebt und gefärbt werden.

## Niedergang durch Technik
Ein wesentlicher Punkt des Niedergangs war, dass die Tuchmacherei ein Handwerk geblieben war. Der Niedergang begann mit einem hausgemachten Problem: der Färbereibesitzer Borchert erwies sich als unzuverlässig und Bremer Färbereien konnten ihn vom Markt verdrängen, da sie trotz zusätzlicher Transportkosten zu gleichen Preisen Scharmbecker Tuche färbten, so dass die Färberei 1785 mangels Aufträgen geschlossen wurde, da die Scharmbecker kein erneutes Risiko von Qualitätsreklamationen mehr eingehen wollten. Außerdem wurde ein Wollmagazin eingerichtet, was die Einteilung in verschiedene Qualitäten erlaubte und damit Grundlage einer Qualitätsanpassung durch Preisdifferenzierung bot. So konnte die Scharmbecker Zunft den angeschlagenen Ruf durch die „Fehlfärbungen“ retten und die Tuche wurden sogar nach Amerika exportierte (wobei die geringere Qualität für die Kleidung der Sklaven verwendet wurde).
Die Zahl der Meister pendelte sich bis 1839 wieder auf 176 ein, nachdem die Zahl vor allem durch die zwischenzeitlichen kriegerischen Auseinandersetzungen gesunken war.
Allerdings waren seit 1811 auch drei Tuchmanufakturen entstanden; von Wilkens, Gelsiek und Hermann Hermeling.
Vor allem letzterer hatte die Zeichen der Zeit erkannt und trachtete danach seine Produktionstiefe zu erhöhen, indem er eigene Färbereien und Walkmühle unterhielt und so die Ansätze einer industriellen Fertigung erreichte. Als jedoch der Erbe 1874 Selbstmord beging, wurde auch diese Manufaktur geschlossen. 1903 löste sich dann auch die Scharmbecker Tuchmacherzunft auf. Osterholz-Scharmbeck hat die Bedeutung für die Entwicklung seiner Stadt durch die Aufnahme von drei Weberschiffchen in sein Stadtwappen gewürdigt. Ein eigenes Tuchmachermuseum hat die Stadt nicht; im Heimatmuseum ist eine Weberkammer eingerichtet; aber im März 1996 wurde im Landkreis Osnabrück in Bramsche das Tuchmacher-Museum Bramsche eingerichtet.